# Slam scientifique

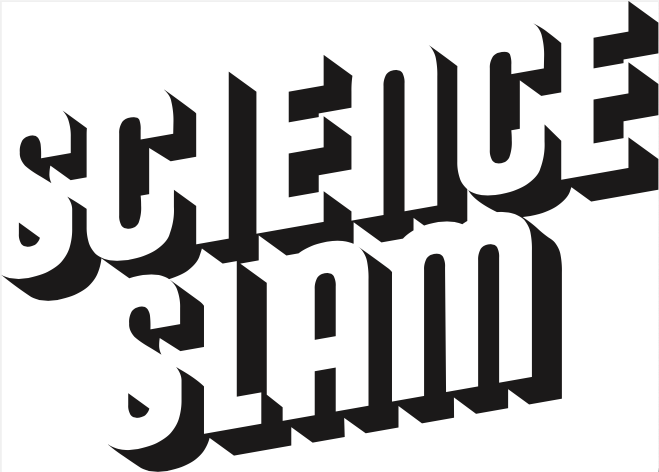
Logo d'un "Science Slam" de 2013.

Le slam scientifique ou science slam est une forme de communication scientifique où des chercheurs présentent leurs travaux scientifiques dans un temps donné - généralement 10 minutes - devant un public non expert. La présentation est jugée par le public. L'objectif est d'enseigner la science actuelle à un public diversifié de manière divertissante.
Cette méthode de vulgarisation scientifique a vu le jour en 2006 en Allemagne. Alexander Deppert s'est inspiré des poèmes slamés pour créer cette déclinaison scientifique à Darmstadt. Près de quinze ans plus tard, le slam scientifique compte une trentaine d'événements régulièrement organisés en Allemagne et cette compétition scientifique est organisée dans plusieurs pays.